# حبيل العنهات (القبيطة)

تعديل مصدري - تعديل

حبيل العنهات هي إحدى قرى عزلة كرش بمديرية القبيطة التابعة لمحافظة لحج، بلغ تعداد سكانها 112 نسمة حسب تعداد اليمن لعام 2004.